# Nina Morato
Nina Morato, nata Stéphanie Morato (Parigi, 2 marzo 1966), è una cantautrice francese.
Ha partecipato all'Eurovision Song Contest 1994 tenutosi a Dublino col brano Je suis un vrai garçon. Ha vinto il premio Victoires de la musique nel 1994 come "rivelazione pop femminile".

## Discografia
- 1993 - Je suis la mieux
- 1996 - L'allumeuse
- 1999 - Moderato